# Gastronomia del Senegal
La gastronomia del Senegal és una cuina de l'Àfrica Occidental que deriva dels nombrosos grups ètnics de la nació, el més gran són els wòlof, i té influència francesa, portuguesa i marroquina. L'islam, que va abraçar la regió per primera vegada al segle XI, també juga un paper en la cuina. El Senegal va ser una colònia de França fins al 1960. Des del moment de la seva colonització, els emigrants han portat la cuina senegalesa a moltes altres regions.
En la cuina senegalesa hi abundan els cacauets, el peix, la carn (carn de xai, pollastre o vedella), els ous, els pèsols, l'arròs, el cuscús, les llenties o les mongetes. De la regió de Senegàmbia procedeix l'arròs wòlof, un dels plats més famosos d'Àfrica. És una barreja d'arròs fregit amb bitxo, verdures i carn (similar a la paella).
Relativament poc coneguda a Europa fora de les comunitats d'immigrants i d'alguns restaurants de les grans ciutats, va atreure l'atenció dels mitjans l'any 2004 en el moment de la publicació del llibre de Youssou N'Dour, La Cuisine de ma mère. El mateix autor va publicar el 2011 un nou llibre titulat Sénégal - Cuisine intime et gourmande. Dos anys abans, a Un grain de vie et d'espérance, la novel·lista Aminata Sow Fall havia destacat el lloc essencial que ocupa la cuina en la cultura i la vida quotidiana al Senegal.

## Característiques

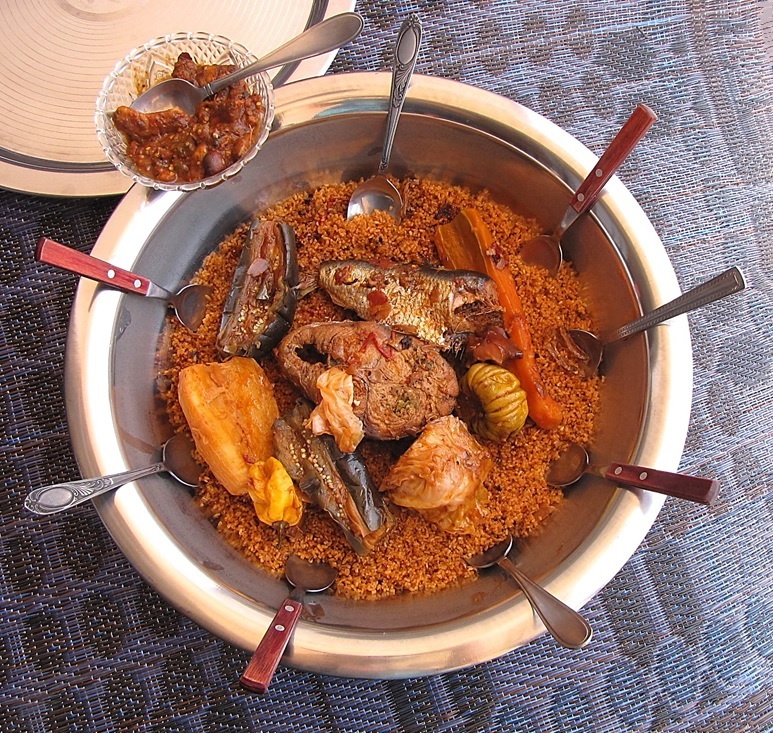
Thieboudienne boukhonk amb tamarinde.

Com que el Senegal limita amb l'oceà Atlàntic, el peix és molt important a la cuina senegalesa. També s'utilitzen pollastre, xai, pèsols, ous i vedella, però la carn de porc normalment no s'empra a causa de la població majoritàriament musulmana del país. Els cacauets, el principal cultiu comercial del Senegal, així com el mill, l'arròs blanc, els moniatos, la mandioca, els pèsols d'ulls negres i diverses verdures, també s'incorporen a moltes receptes. Les carns i les verdures s'acostumen a guisar o marinar amb herbes i espècies, i després s'aboquen sobre arròs o cuscús de mill o es mengen amb pa.
El thieboudienne és un plat tradicional a base d'arròs i peix, que és l'emblema de la cuina senegalesa i Patrimoni Cultural Immaterial de la Humanitat.
Els sucs frescos populars s'elaboren a partir de bissap, gingebre, bouye (el fruit de l'arbre del baobab, també conegut com a "fruita de pa de mico"), mango o altres arbres fruiters o salvatges (el més famós el guanabaner).
Les postres són molt riques i dolces, combinant ingredients autòctons amb l'extravagància i l'estil característics de l'impacte francès en els mètodes culinaris del Senegal. Sovint se serveixen amb fruita fresca i tradicionalment els segueixen cafè o te. El te, conegut com attaya, se serveix de manera ritual.